# Liteňský mlýn
Liteňský mlýn ve Slatině u Chudenic v okrese Klatovy je vodní mlýn, který stojí 1 kilometr východně od obce na potoce Poleňka. Je chráněn jako nemovitá kulturní památka České republiky; předmětem ochrany je obytná budova s mlýnicí, čeledník s chlévci, stodola s chlévci, pila, sklípek, náhon a pamětní kříž.

## Historie
Mlýn je uveden roku 1698, kdy zde byl mlynářem Jan Jelínek, syn Václava Jelínka, mlynáře z Litně. Patřil rodu Černínů, majitelů panství.
V letech 2016–2022 prošel rekonstrukcí.

## Popis
Budovy mlýna jsou postavené ze tří stran kolem mírně se svažujícího dvora. Na východní straně se nachází obytná budova s mlýnicí, na jižní bývalý čeledník a na západní stodola. Pila stojí samostatně východně od obytné budovy. Před průčelím ve svahu je zahloubený drobný sklípek, vyzděný z kamene. Severně od mlýna na souběhu příjezdových cest je umístěn pamětní křížek. Hlavní mlýnská budova má v obytné části zachovaný barokní prostor s valenými klenbami s lunetami a prostor bývalé černé kuchyně s pecí. V obytné části se v obou podlažích dochovaly převážně klasicistní dveřní výplně s dobovým kováním. Nejstarší části původního mlýnského složení jsou datované do roku 1773. Kompletní vybavení mlýnice pochází převážně z první třetiny 20. století.
Voda na vodní kolo vedla z Liteňského rybníka přibližně 200 metrů dlouhým náhonem. Ve mlýně se dochovala výroba elektrické energie, z vodních motorů pak Francisova turbína.